# Суханов, Артём Романович
Артём Романович Суханов (род. 29 мая 2001, Вологда) — российский футболист, защитник «КАМАЗа».

## Карьера
Воспитанник московского «Локомотива».
6 февраля 2020 года перешёл в тульский «Арсенал». С 2021 года начал выступать за фарм-клуб «Арсенал-2» во втором дивизионе ФНЛ. Дебют состоялся 1 августа в игре против «Динамо» (Владивосток) (2:2). Первый гол забил 8 августа в игре против «Сахалина» (3:0).
15 августа 2021 года дебютировал в российской премьер-лиге в матче с «Краснодаром» (3:2), в котором отдал голевую передачу на Евгения Луценко.
8 августа 2024 перешёл в «КАМАЗ» на правах аренды до конца сезона 2024/25.

## Статистика
| Выступление      | Выступление      | Выступление      | Лига | Лига | Кубок | Кубок | Итого | Итого |
| Клуб             | Лига             | Сезон            | Игры | Голы | Игры  | Голы  | Игры  | Голы  |
| ---------------- | ---------------- | ---------------- | ---- | ---- | ----- | ----- | ----- | ----- |
| → Арсенал-2      | ФНЛ-2            | 2021/22          | 7    | 1    | -     | -     | 7     | 1     |
| → Арсенал-2      | Итого            | Итого            | 7    | 1    | -     | -     | 7     | 1     |
| Арсенал (Тула)   | Премьер-лига     | 2021/22          | 8    | 0    | 1     | 0     | 9     | 0     |
| Арсенал (Тула)   | Первая лига      | 2022/23          | 1    | 0    | 0     | 0     | 1     | 0     |
| Арсенал (Тула)   | Итого            | Итого            | 9    | 0    | 1     | 0     | 10    | 0     |
| Итого за карьеру | Итого за карьеру | Итого за карьеру | 16   | 1    | 1     | 0     | 17    | 1     |